# Панютин, Александр Николаевич
Александр Николаевич Панютин (род. 1 марта 1987 года) - российский пловец в ластах.

## Карьера
Тренировался у А.М. Ильина в новосибирском СКА .
Чемпион мира 2004 года в эстафете, бронзовый призёр в заплыве на 100 метров в ластах.
На Всемирных играх 2005 года показал аналогичный результат: золото в эстафете и бронза на 100-метровке.
В 2009 году окончил факультет психологии Новосибирского государственного университета.